# Beahuis & Bloemenhovekliniek

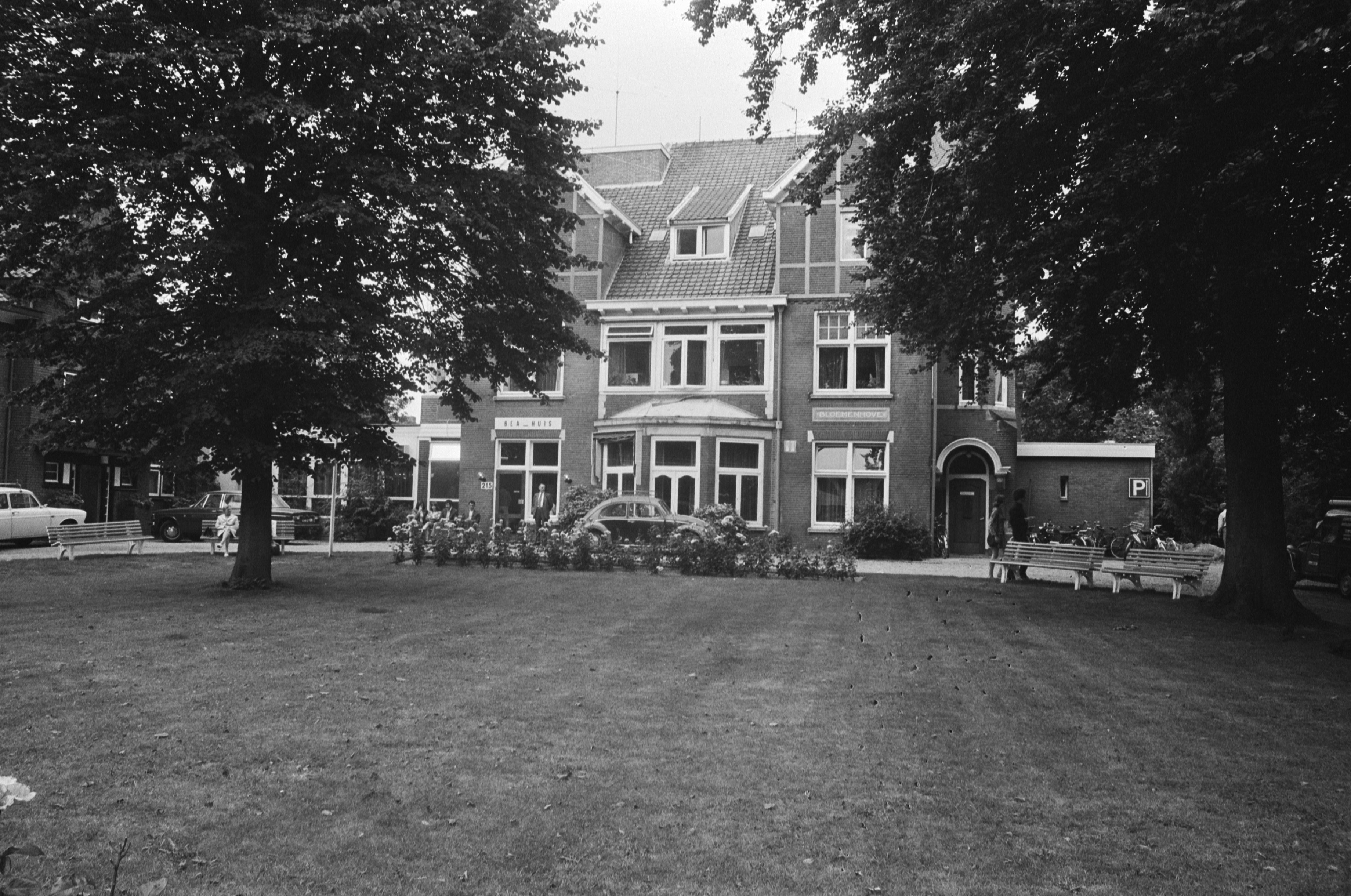
Beahuis & Bloemenhovekliniek in 1974

De Beahuis & Bloemenhovekliniek is een abortuskliniek in Heemstede gespecialiseerd in zwangerschapsafbreking tot 22 weken.

## Geschiedenis
De kliniek ontstond in 1971 in Beverwijk als het Beahuis, een 1e trimester abortuskliniek, die op 7 juli 1971 opende. Eind 1971 waren er 1.170 abortussen uitgevoerd. In 1973 verhuisde het Beahuis naar Heemstede en werd uitgebreid met de 2e trimester kliniek Bloemenhove. Vrouwen konden zich in deze kliniek ook laten behandelen bij een verder gevorderde zwangerschap: tussen de 12 en 18 weken. Vanwege de verwachte kritiek op die behandeling werden het Beahuis en de Bloemenhovekliniek juridisch van elkaar gescheiden zodat een eventuele sluiting niet voor beide klinieken zou gelden. Ze betrokken wel hetzelfde pand in Heemstede.

## Sluitingspoging Van Agt, bezetting
In 1972 diende minister van Justitie Dries van Agt een wetsvoorstel in als tegenwicht tegen een voorstel van de PvdA om abortus te legaliseren. Het voorstel van Van Agt haalde net als het voorstel van de PvdA geen meerderheid. Van Agt wilde in de kliniek Bloemenhove waar ‘late’ abortussen plaatsvonden de apparatuur in beslag laten nemen. Rechtszaken, o.a. bij de Hoge Raad, staken daar een stokje voor. In 1976 kwam er een klacht van een Duits echtpaar tegen de Bloemenhovekliniek. Er was bij de abortus een tweede foetus over het hoofd gezien, waardoor de vrouw een miskraam kreeg. Op 18 mei 1976 gaf Van Agt opdracht om de kliniek te laten verzegelen, maar de verzegeling werd verbroken en Van Agt moest zich verantwoorden in de Tweede Kamer. De kliniek werd vervolgens twee weken lang bezet door vrouwen uit het hele land. Door nog een rechterlijke uitspraak haalde Van Agt bakzeil. De gedoogpraktijken van abortus gingen door, niet alleen in de Bloemenhovekliniek, maar ook in andere klinieken van de Stimezo.

## Protesten

### Vernielingen Bloemenhovekliniek 1989
In 1986 werd in de Verenigde Staten de Rescue-beweging opgericht, wier militante activisten daar verschillende abortusklinieken vernielden en abortusartsen zelfs thuis bedreigden. Anno 1990 waren er al 30.000 activisten gearresteerd en velen hadden celstraffen gekregen. In 1989 werd door de overgebleven leden van die beweging de internationale groep 'Rescue Outreach' opgericht met een kantoor in Londen, waarvandaan werd gepoogd om met gewelddadige acties ook in Europa de prolifebeweging te laten radicaliseren. De stichting "Michaël, red het leven" werd de Nederlandse tak van Rescue Outreach. Op 9 september 1989 drongen 14 actievoerders (waarvan sommigen uit de Verenigde Staten, Canada en Australië kwamen) van "Michaël, red het leven" de Bloemenhovekliniek binnen en richten grootschalige vernielingen aan de apparatuur aan voor vele duizenden guldens. Twee activisten die zich voordeden als klanten hadden een afspraak gemaakt; eenmaal binnen deden ze de brandtrapdeur open voor hun kameraden.:23:40 De antiabortusactivisten toonden patiënten in hun bedden plastic foetussen en praatten op hen in, vernielden de lift, alle instrumenten werden uitgepakt, de zuigpomp werd kapotgemaakt en de slangen werden doorgeknipt. Bovendien hadden ze kinderen meegenomen en in alle ruimtes van het gebouw verspreid om daar te bidden. De politie moest de militanten het gebouw uit slepen. Alle deelnemers werden gearresteerd en de buitenlandse activisten werden later het land uitgezet. De verschrikte patiënten moest psychische nazorg worden verleend; de kliniek werd extra beveiligd.

### Latere antiabortusprotesten
De militanten van "Michaël, red het leven" drongen daarna nog vele abortusklinieken binnen: het Mildredhuis in Arnhem (december 1989), de dr. Stormkliniek in Rotterdam (april 1990) en opnieuw Bloemenhove in Heemstede (mei 1990). Ze blokkeerden ook enige tijd de ingang van de klinieken in Leiden (november 1989), Den Haag (februari en maart 1990) en weer Rotterdam (juni, augustus en oktober 1990), waarbij de politie meerdere keren moest ingrijpen en prolifers arresteren.
Anno 2017 werden er nog steeds weleens antiabortusprotesten gehouden buiten de Bloemenhovekliniek, zoals door de groep Recht zonder Onderscheid.